# 剑叶铁角蕨
剑叶铁角蕨（学名：Asplenium ensiforme f. ensiforme）为铁角蕨科铁角蕨属线叶铁角蕨下的一个变型。